# Département de Formosa
Le département de Formosa est une des 9 subdivisions de la province de Formosa, en Argentine. Son chef-lieu est la ville de Formosa, qui est également la capitale de la province.
Le département de Formosa est bordé au nord par le département de Pilcomayo, à l'est par le Paraguay, au sud par le département de Laishi et à l'ouest par le département de Pirané.
Le département a une superficie de 6 195 km2 et sa population s'élevait à 210 071 habitants en 2001.

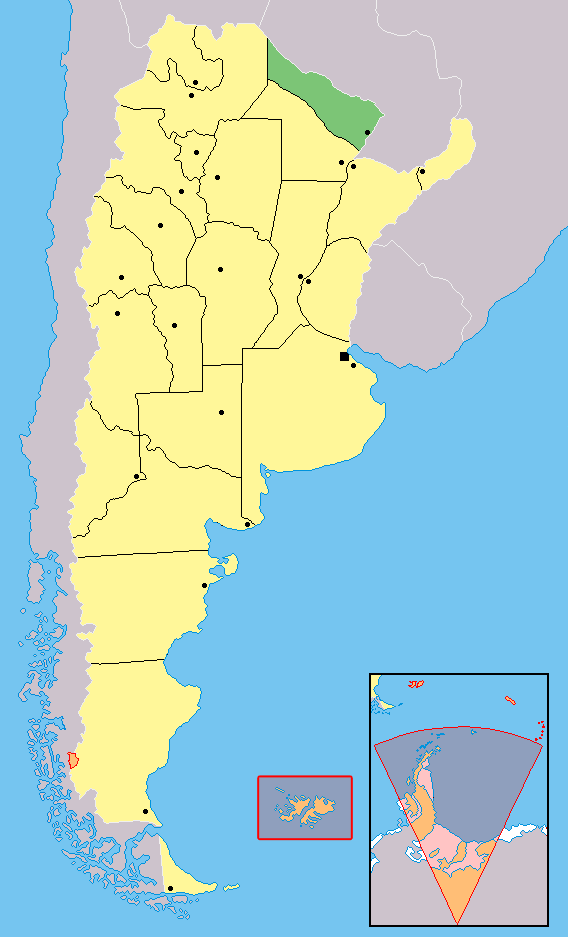
Localisation de la province de Formosa en Argentine.